# هیوگو (اکلاهما)
هیوگو(به انگلیسی: Hugo) شهری در ایالت اکلاهما کشور ایالات متحده آمریکا است که جمعیت آن در سرشماری سال ۲۰۱۰ میلادی، ۵٬۳۱۰ نفر بوده‌است.